# リーフフィッシュ
リーフフィッシュ、学名 Monocirrhus polyacanthus は、スズキ目・ポリケントルス科に分類される淡水魚の一種。枯れ葉そっくりに擬態する魚として知られる。コノハウオ（木の葉魚）、アマゾン・リーフフィッシュという別名もある。

## 特徴
成魚は全長10cmほど。体は木の葉形で左右に平たい。口は大きく、前に長く突き出すことができ、下顎に1本のひげがある。名のとおり枯れ落ちた葉のような形である。体色は灰色や茶色で不規則な黒斑があるものもいる。顔の前面は白っぽい。鰭の色も体色に合わせているが、胸鰭と尻鰭・背鰭後半の軟条部分は透明である。
アマゾン川を中心とした南アメリカ北部に分布する。淡水域の水草や木の枝、落ち葉が多い区域に潜む。通常は頭を下に向けていることが多い。泳ぐときは尾鰭を振らず、透明な胸鰭・背鰭・尻鰭を細かくはばたかせて泳ぐ。これはフグ類によくみられる泳ぎ方である。
動きは遅いが、小魚や甲殻類などを貪欲に捕食する。これらの小動物を見つけると気づかれないようにゆっくりと近づく。鼻先まで近づいた瞬間、大きな口を筒のように前に突き出し、一瞬で丸呑みにしてしまう。普段とはかけ離れた早業の後は何事もなかったかのように「漂う枯れ葉」に逆戻りする。
枯れ葉によく似た姿ゆえに水族館などでも飼育され、熱帯魚としても人気がある。ただし魚食性が強く、自分の体の半分くらいまでの魚は捕食してしまう。餌にするならば別だが、テトラ類など小型の熱帯魚とは一緒に飼わないよう注意しなければならない。

## 近縁種
ギニア・リーフフィッシュ Polycentrus schomburgkii Müller et Troschel,1849
南アメリカ北部の大西洋流入河川に分布する。ポリケントルス科はこの2属2種のみで構成される。